# Polypodiodes hendersonii
Polypodiodes hendersonii är en stensöteväxtart som först beskrevs av Richard Henry Beddome, och fick sitt nu gällande namn av Fraser-jenkins. Polypodiodes hendersonii ingår i släktet Polypodiodes och familjen Polypodiaceae. Inga underarter finns listade.